# Novomîkolaiivka, Rozdilna
Novomîkolaiivka (în ucraineană Новомиколаївка) este un sat în comuna Zaharivka din raionul Rozdilna, regiunea Odesa, Ucraina.

## Demografie
Componența lingvistică a localității Novomîkolaiivka
     Ucraineană (87,92%)
     Română (10,74%)
     Alte limbi (1,34%)
Conform recensământului din 2001, majoritatea populației localității Novomîkolaiivka era vorbitoare de ucraineană (87,92%), existând în minoritate și vorbitori de română (10,74%).